# William de Cantilupe († 1251)
William de Cantilupe (auch William II de Cantilupe oder Cantelupe) († 22. Februar 1251) war ein englischer Adliger.

## Herkunft und Rolle im Krieg der Barone
William de Cantilupe war der älteste Sohn von William I de Cantilupe und von dessen Frau Mazilia. Walter de Cantilupe, Bischof von Worcester, war ein jüngerer Bruder von ihm. Wie seinen Vater zählte der Chronist Roger von Wendover auch William II de Cantilupe zu den schlechten Ratgebern von König Johann Ohneland. Während des Ersten Kriegs der Barone stand er auf der Seite des Königs und nahm 1217 zusammen mit seinem Vater an der Belagerung von Mountsorrel Castle und der folgenden Schlacht von Lincoln teil.

## Gefolgsmann der Earls of Chester
In den 1220er Jahren gehörte Cantilupe zum Gefolge von Earl Ranulf of Chester. Wie sein Vater gehörte er zu den Baronen, die im November 1223 unter Führung Ranulfs of Chester bewaffnet vor dem Tower of London erschienen, um gegen die Regierung von Hubert de Burgh zu protestieren. Zusammen mit Chester unterwarf er sich jedoch später dem König. Als Gefolgsmann von Chester nahm er 1230 am Frankreichfeldzug Heinrichs III. teil. Nach dem Tod von Chester 1232 gehörte er zu dessen Testamentsvollstreckern, anschließend trat er in den Dienst von John of Scotland, des neuen Earls von Chester. 1236 unternahm er eine Wallfahrt nach Santiago de Compostela.

## Hofbeamter im Dienst des Königs
Nach dem Tod von John of Scotland wechselte Cantilupe 1238 in den Dienst des Königs, wo er das Amt eines der Stewards of the Household übernahm. Er stieg zum Senior Steward auf und diente in dieser Funktion auch häufig als Richter am Court of King’s Bench. Dazu wurde er 1239 Sheriff von Nottinghamshire und Derbyshire. Wie sein Vater, der auch das Amt des Royal Steward innegehabt hatte, wurde Cantilupe ein loyaler und fähiger Unterstützer des Königs. Nach dem Tod seines Vaters 1239 erbte er die Besitzungen der Familie, darunter Eaton Bray in Bedfordshire und Aston Cantlow in Warwickshire. Bereits 1238 hatte er durch die Gunst des Königs die Vormundschaft von Eva de Briouze, einer der Töchter und Miterbinnen des Marcher Lords William de Briouze erwerben können. Er verheiratete sie im Juli 1241 mit seinem Sohn William III, so dass dieser die Honour of Abergavenny in Wales sowie die Hälfte der Honour of Totnes in Devon erwarb und damit die Besitzungen der Familie wesentlich vergrößern konnte. 1241 diente Cantilupe als einer der Schlichter zwischen dem König und dem walisischen Fürsten Dafydd von Gwynedd. Als der König 1242 zum Saintonge-Feldzug nach Südwestfrankreich aufbrach, gehörte Cantilupe zusammen mit Erzbischof Walter de Gray von York und Bischof Walter Mauclerk von Carlisle dem dreiköpfigen Regentschaftsrat an. 1245 nahm er zusammen mit Ralph fitz Nicholas als Vertreter der englischen Barone am Konzil in Lyon teil, wo er eine umfangreiche Beschwerde über die hohen Geldforderungen des Papstes abgab. 

## Familie und Nachkommen
Vor 1216 hatte Cantilupe Millicent (auch Maud), die Witwe von Amaury de Montfort, Earl of Gloucester und Tochter des französischen Adligen Hugo V. von Gournay geheiratet. Sie brachte als Mitgift Ländereien in Oxfordshire mit 6,5 Knight’s fees in die Ehe, um die er jedoch einen Rechtsstreit mit Gilbert de Clare, 4. Earl of Gloucester führen musste, da Clare als neuer Earl of Gloucester die Besitzungen Montforts beanspruchte. 
Mit seiner Frau hatte Cantilupe fünf Söhne, darunter:
- William de Cantilupe († 1254)
- Thomas de Cantilupe, Bischof von Hereford (um 1220–1282)

Seine Witwe Millicent wurde 1255 die Gouvernante für die minderjährige Margarete, eine Tochter von König Heinrich III., die den schottischen König Alexander III. geheiratet hatte. Sie starb 1260.